# Nowa Hrebla (obwód kijowski)
Nowa Hrebla (ukr. Нова Гребля) – wieś na Ukrainie, w obwodzie kijowskim, w rejonie buczańskim, w hromadzie Borodzianka. W 2001 liczyła 615 mieszkańców.